# Mozilla Россия
Mozilla Россия — российское сообщество, осуществляющее локализацию продуктов и проектов Mozilla (Mozilla Firefox, Mozilla Thunderbird, SeaMonkey, Kompozer, Sunbird, K-Meleon), в некоторых из них впервые добавляя проверку орфографии, а также поддержку (в том числе через IRC и Jabber) русскоязычных пользователей продуктов Mozilla.
Сообщество возникло из сообщества переводчиков браузера Mozilla Suite на русский язык. Команда Mozilla Россия состоит из 5 человек, но участие принимают и другие люди.
Некоторые наработки Mozilla Россия включены в код продуктов Mozilla, благодаря чему они имеют достаточный успех у русскоязычных пользователей. В частности, Mozilla Россия запустила программу «Деньги за исправление багов», позволившую в короткие сроки устранить несколько важных для русскоязычных пользователей продуктов Mozilla ошибок (например, неработающие горячие клавиши при включенной неосновной раскладке клавиатуры на платформе GNU/Linux).
Mozilla Россия также самостоятельно разрабатывает некоторые расширения.
В октябре 2009 года проект отметил своё пятилетие.
Mozilla Россия — лауреат Национальной премии за вклад в развитие российского сегмента сети Интернет и Победитель народного голосования (Народный лидер Премии Рунета 2005 — 1 место с 13,415 % голосов), а также лауреат III Фестиваля некоммерческих интернет-проектов союза вебмастеров России.